# Elmurat Tasmuradov
Elmurat Tasmuradov, född den 12 december 1991 i Tasjkent, är en uzbekisk brottare.
Han tog OS-brons i fjädervikt i samband med de olympiska tävlingarna i brottning 2016 i Rio de Janeiro.